# Ateuchus myrmecophilum
Ateuchus myrmecophilum là một loài bọ cánh cứng trong họ Bọ hung (Scarabaeidae).